# Sân bay Limoges – Bellegarde
Sân bay Limoges – Bellegarde tên tiếng Pháp Aéroport de Limoges - Bellegarde (IATA: LIG, ICAO: LFBL) là một sân bay có cự ly 6 km về phía tây tây bắc của Limoges, một xã của tỉnh Haute-Vienne trong vùng Nouvelle-Aquitaine của Pháp.

## Hãng hàng không và tuyếnbay
| Hãng hàng không                   | Các điểm đến |
| --------------------------------- | --- |
| Air France cung ứng bởi Airlinair | Lyon, Paris-Charles de Gaulle, Paris-Orly                                                                                    |
| Flybe                             | Newcastle upon Tyne [theo mùa], Southampton                                                                                  |
| Ryanair                           | Bournemouth, East Midlands, Edinburgh [theo mùa], Leeds/Bradford [begins 28 March], Liverpool, London-Luton, London-Stansted |